# Zingiber panduratum
Zingiber panduratum är en enhjärtbladig växtart som beskrevs av William Roxburgh. Zingiber panduratum ingår i släktet Zingiber och familjen Zingiberaceae. Inga underarter finns listade i Catalogue of Life.